# نووحسینوو
نووحسینوو (انگلیسی: Novokhusainovo) یک شهرک در شهرستان اوچالینسکی استان باشقیرستان کشور روسیه است.